# Minka Kelly

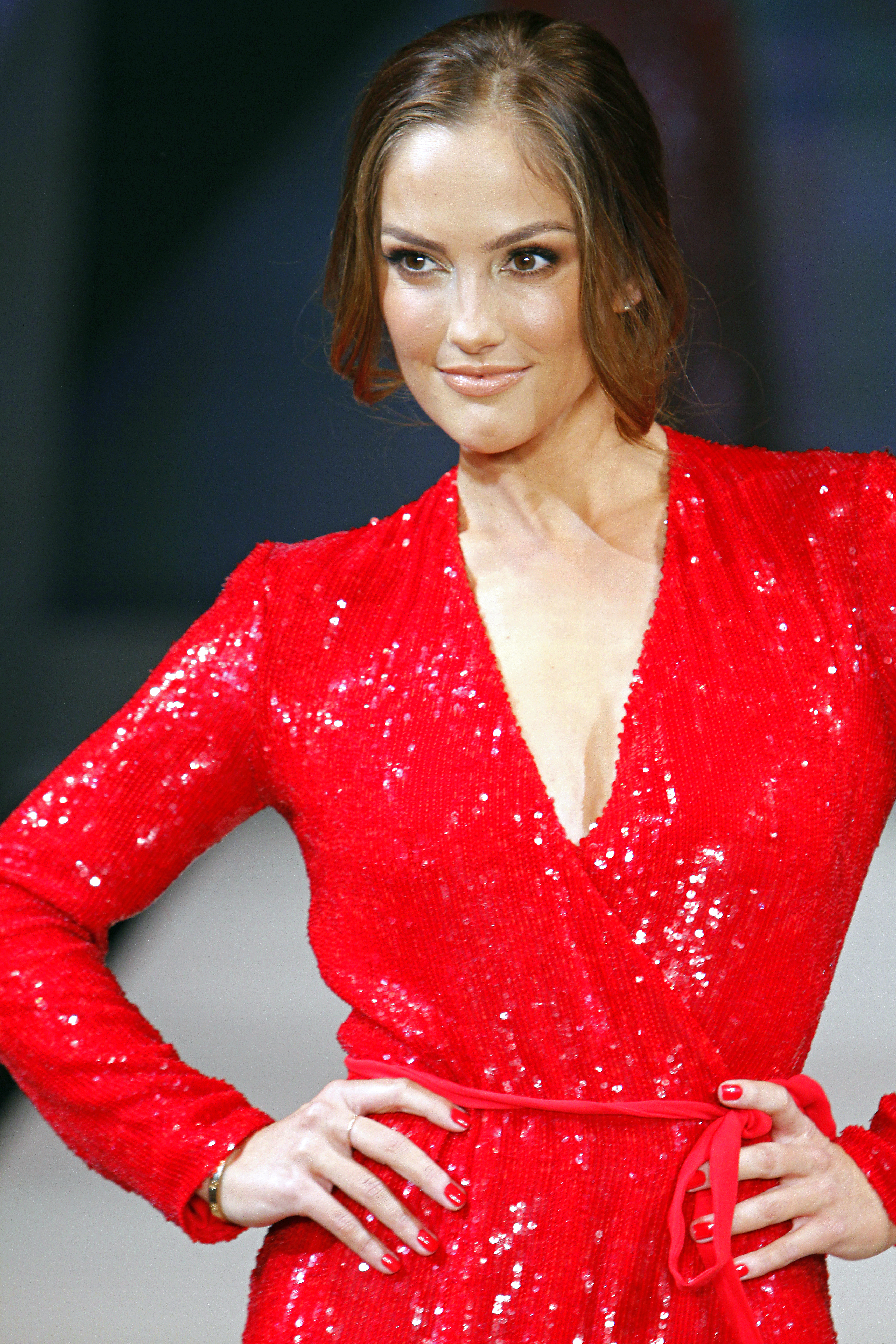
Minka Kelly (2012)

Minka Dumont Kelly (* 24. Juni 1980 in Los Angeles, Kalifornien) ist eine US-amerikanische Schauspielerin. Bekannt wurde sie vor allem durch die NBC-Serie Friday Night Lights. 2010 wurde sie vom Magazin Esquire zur „Sexiest Woman Alive“ gewählt. Sie spielt eine der Hauptrollen in der Serie Titans, die von Netflix produziert wird.

## Leben und Karriere
Kelly ist die einzige Tochter des früheren Aerosmith-Gitarristen Rick Dufay und von Maureen Kelly, einem ehemaligen Las Vegas-Showgirl. Ihre Eltern trennten sich, als sie jung war, und sie wurde von ihrer Mutter aufgezogen. Ihre Mutter starb im Jahr 2008 an Darmkrebs. Ihr Großvater väterlicherseits war der Schauspieler und Anlageberater Richard Ney.

## Filmografie
Film
- 2005: Devil’s Highway
- 2006: The Pumpkin Karver
- 2006: State’s Evidence
- 2007: Operation: Kingdom
- 2009: (500) Days of Summer
- 2010: Searching for Sonny
- 2011: The Roommate
- 2011: Meine erfundene Frau (Just Go with It)
- 2013: Der Butler (The Butler)
- 2015: Zorniges Land (The World Made Straight)
- 2015: Away and Back – Der Weg der Schwäne (Away and Back, Fernsehfilm)
- 2016: Papa: Hemingway in Cuba
- 2017: Naked
- 2018: Nomis – Die Nacht des Jägers (Night Hunter)
- 2018: The Beach House (Fernsehfilm)
- 2019: She’s in Portland
- 2021: Lansky – Der Pate von Las Vegas (Lansky)
- 2024: Blackwater Lane

Fernsehserien
- 2004: Cracking Up (Episode 1x04)
- 2004: Drake & Josh (Episode 2x03)
- 2005: American Dreams (Episode 3x10)
- 2005: Hallo Holly (What I Like About You, 3 Episoden)
- 2006–2009: Friday Night Lights (52 Episoden)
- 2010: Entourage (Episode 7x10)
- 2010–2011: Parenthood (9 Episoden)
- 2011: Charlie’s Angels (8 Episoden)
- 2013: Full Circle (2 Episoden)
- 2013–2014: Almost Human (13 Episoden)
- 2015: Man Seeking Woman (Episode 1x05)
- 2015: Away and Back
- 2016: The Path (4 Episoden)
- 2017: Bull (Episode 2x01)
- 2017: Jane the Virgin (3 Episoden)
- 2018–2021: Titans (19 Episoden)
- 2019: Drunk History (2 Episoden)
- 2020: Robot Chicken (Episode 10x14, Stimme)
- 2022: Euphoria (4 Episoden)
- 2025: Ransom Canyon

Videospiele
- 2018: Detroit: Become Human